# Piaskówka tłusta
Piaskówka tłusta, piaskówka (Psammomys obesus) – gatunek ssaka z podrodziny myszoskoczków (Gerbillinae) w obrębie rodziny myszowatych (Muridae), zamieszkujący pustynne obszary północnej Afryki i Półwyspu Arabskiego.

## Zasięg występowania
Piaskówka tłusta występuje w zamieszkując w północnej Afryce i południowo-zachodniej Azji zamieszkując w zależności od podgatunku:
- P. obesus obesus – północna Afryka, od Maroka, Sahary Zachodniej i Mauretanii na wschód do Egiptu, Synaju, Izraela, Palestyny, Syrii, Jordanii na południe do środkowej części Półwyspu Arabskiego.
- P. obesus dianae – wschodnie strefy przybrzeżne Arabii Saudyjskiej.
- P. obesus elegans – północno-wschodni Sudan.

## Nazwa zwyczajowa
W polskiej literaturze zoologicznej nazwa „piaskówka” była używana dla oznaczenia gatunku Psammomys obesus. W wydanej w 2015 roku przez Muzeum i Instytut Zoologii Polskiej Akademii Nauk publikacji „Polskie nazewnictwo ssaków świata” gatunkowi temu przypisano oznaczenie piaskówka tłusta, rezerwując nazwę „piaskówka” dla rodzaju Psammomys. Do Psammomys zaliczana jest także piaskówka chuda.

## Taksonomia
Gatunek po raz pierwszy zgodnie z zasadami nazewnictwa binominalnego opisał w 1828 roku niemiecki zoolog Philipp Jakob Cretzschmar nadając mu nazwę Psammomys obesus. Holotyp pochodził z Aleksandrii, w Egipcie. 
Autorzy Illustrated Checklist of the Mammals of the World rozpoznają trzy podgatunków.

### Etymologia
- Psammomys: gr. ψαμμος psammos „piasek”; μυς mus, μυος muos „mysz”[14].
- obesus: łac. obesus „tłusty, pulchny, gruby”, od ob „z powodu”; edere „jeść”[15].
- dianae: w mitologii rzymskiej Diana to łowczyni, dziewicza bogini księżyca i pościgu[16].
- elegans: łac. elegans, elegantis „elegancki, ładny”, od elegere prawdopodobnie wczesnej formy eligere „wybrać”[17].

## Morfologia
Długość ciała (bez ogona) 116–185 mm, długość ogona 88–140 mm, długość ucha 13–17 mm, długość tylnej stopy 32–36 mm; masa ciała 82–237 g; samce są nieco większe i cięższe od sAMIC. Piaskówki tłuste są wielkości suwaka mongolskiego. Nazwa odnosi się do ich ubarwienia. Zazwyczaj mają białe lub szarawy spód ciała, złoty, złoto-brązowy lub złoto-rudy grzbiet. Uszy są zabarwione na biało, rudo, brązowo, czasami na czarno.

## Tryb życia
Piaskówka tłusta prowadzi dzienny tryb życia. Pożywienie stanowią części roślinne, głównie roślin z rodziny komosowatych (Chenopodiaceae). Ponieważ większą część pożywienia stanowi woda z solą liście muszą być zjadane w dużych ilościach. Mogą zjadać rośliny absorbujące sól bez dostępu do wody z powodu wydajnych nerek. Potrafią trzymać pożywienie w jednej łapce. Zjadają niekiedy również i ziarno. Z innymi osobnikami porozumiewają się wysokimi piskami lub tupaniem. U samców wielkość terytorium wynosi około 189,6 m².
Piaskówki tłuste żyją ze swoimi stadami na pustyniach, lub innych obszarach piaszczystych.

## Rozmnażanie
Okres rozrodczy trwa od grudnia do kwietnia. Występują 2-4 mioty w ciągu sezonu. W przypadku suszy okres rozrodczy może w ogóle nie wystąpić. Ciąża trwa 24-36 dni. Miot liczy 1-7 młodych. Po około 3 tygodniach mogą żywić się innym pokarmem niż mleko i stają się samodzielne. Samice uzyskują dojrzałość płciową w wieku trzech miesięcy, samce czterech.